# Schizonycha bomuana
Schizonycha bomuana är en skalbaggsart som beskrevs av Brenske 1899. Schizonycha bomuana ingår i släktet Schizonycha och familjen Melolonthidae. Inga underarter finns listade i Catalogue of Life.